# Bhutan na Letnich Igrzyskach Olimpijskich 1988
Bhutan na Letnich Igrzyskach Olimpijskich 1988 reprezentowało 3 zawodników - byli to sami mężczyźni.

## Skład kadry

### Łucznictwo
Mężczyźni
- Thinley Dorji
  - Indywidualnie - przegrał w rundzie wstępnej, ostatecznie sklasyfikowany na 73. pozycji

- Pema Tshering
  - Indywidualnie - przegrał w rundzie wstępnej, ostatecznie sklasyfikowany na 76. pozycji

- Jigme Tshering
  - Indywidualnie - przegrał w rundzie wstępnej, ostatecznie sklasyfikowany na 80. pozycji

- Thinley Dorji
Pema Tshering
Jigme Tshering
  - Drużynowo - przegrali w rundzie wstępnej, ostatecznie sklasyfikowani na ostatniej - 22. pozycji